# Fiedorowskoje (rejon charowski)
Fiedorowskoje (ros. Федоровское) – wieś w Rosji, w rejonie charowskim obwodu wołogodzkiego. W 2002 r. miała 1 mieszkańca, a w 2010 r. była niezamieszkana.